# Maurice Richard (film)
Maurice Richard (oryg. Maurice Richard) – kanadyjski film z 2005 w reżyserii Charles Binamé. Film opowiada o życiu i karierze kanadyjskiego hokeisty Maurice Richarda.
W filmie wystąpił m.in. zawodowy hokeista Vincent Lecavalier, który wcielił się w rolę Jeana Béliveau.